# Dyckia brachystachya
Dyckia brachystachya är en gräsväxtart som beskrevs av Werner Rauh och Elvira Angela Gross. Dyckia brachystachya ingår i släktet Dyckia och familjen Bromeliaceae. Inga underarter finns listade i Catalogue of Life.